# استیسی نلکین
اِستیسی نلکین (انگلیسی: Stacey Nelkin) هنرپیشه یهودی سینما و تلویزیون اهل ایالات متحده آمریکا است.
از فیلم‌ها یا مجموعه‌های تلویزیونی که وی در آن‌ها نقش داشته است می‌توان به خانواده والتون، هالووین ۳: فصل جادوگر، گلوله‌ها بر فراز برادوی و میمون رفتن! اشاره نمود.